# Villa Kortonjo
Villa Kortonjo is een buitenhuis in de Nederlandse plaats Eindhoven. De buitenplaats, bestaande uit een villa, tuinmanswoning en een koetshuis, werd omstreeks 1907 gebouwd naar ontwerp van architect G. Geenen. Het complex aan de Aalsterweg grenst aan de Vogelkerslaan en aan de achtererven van de Floralaan West en de Kortonjolaan.
Het complex is in 2001 aangewezen als rijksmonument, omdat het als een bijzondere uitdrukking van culturele en sociaaleconomische ontwikkeling van buitenplaatsen aan de uitvalswegen van industriesteden wordt gezien. Ook het belang binnen het oeuvre van architect Geenen speelde hierbij een rol.

## Geschiedenis
In 1790 werd op de plek van het buitenhuis een landhuis gebouwd. De tuin is mogelijk in aanleg nog ouder, want sommige bomen stammen uit circa 1650. Notaris Johan J. Fens liet begin 1900 het oude landhuis slopen en er een nieuwe villa bouwen. Hij vernoemde het buitenhuis naar de voornamen van zijn vrouw Kor, zijn zoon Anton en zichzelf. Alle gebouwen van het complex werden in 1907 opgeleverd. Bij de villa werd ook een tuinmanswoning en een koetshuis gebouwd. Alle gebouwen werden ontworpen door architect G. Geenen.
Tot 1940 had het landgoed nog haar originele formaat. De grenzen liepen van de Aalsterweg tot aan de Roostenlaan. Een boerderij die bij het complex hoorde is gesloopt en op het landgoed zijn nieuwe huizen gebouwd aan de Floralaan West en de Kortonjolaan. De Vogelkerslaan doorsnijdt het voormalige landgoed. Ook in de jaren 1990 werd het complex bedreigd, ditmaal met volledige sloop, om er appartementen te kunnen gaan bouwen.
Het complex werd in 1999 echter volledig gerestaureerd. Van de Henri van Abbe Stichting kreeg de restauratie een Henri van Abbe-penning.  Na deze restauratie kwam het complex in beeld bij het Monumenten Inventarisatie Project en werd het aangewezen als rijksmonument.
In 2021 werd bekend dat de nieuwe eigenaar het interieur zonder toestemming grotendeels gesloopt heeft. De gemeente Eindhoven heeft bekend gemaakt dat onder andere muren doorgebroken waren en originele vloeren verwijderd zijn. De gesloopte onderdelen zouden volgens de eigenaar niet-monumentale wijzigingen van de vorig eigenaar zijn. De vorige eigenaar heeft voor die wijzigingen, een restauratie, juist een erepenning van de Henri van Abbe Stichting gekregen. Diezelfde stichting had ook de verbouwing aan de gemeente doorgegeven, die heeft op haar beurt geconstateerd dat er zonder de nodige vergunningen gesloopt en verbouwd werd. De gemeente heeft na de constatering een bouwstop opgelegd en de eigenaar gesommeerd om de juiste vergunningen aan te vragen, een cultuurhistorisch onderzoek uit te laten voeren en daar ook de Rijksdienst voor Cultureel Erfgoed en de monumentencommissie er bij te betrekken.

## Het complex
Alle gebouwen hebben kenmerken van de chaletstijl en de art nouveau. Een decoratief element dat in alle gebouwen terugkomt is het klaver-drie-motief, verwijzend naar het familiewapen. De speklagen in de gebouwen zijn overal van strengperssteen gemaakt.
Het hekwerk dat het terrein van de openbare weg scheid wordt in de redengevende omschrijving omschreven als een smeedijzeren hekwerk en een houten poort met klaver-drie-motief. Het koetshuis staat achter het hoofdgebouw en is via een muur daarmee verbonden. De tuinmanswoning staat iets ten zuiden van de woning. De oprijlaan loopt gedeeltelijk parallel aan de Aalsterweg. Een pad loopt vanaf de oprijlaan rondom het huidige landgoed. Het complex was omgracht, maar ten tijde van de aanwijzing als monument was deze reeds drooggevallen. Een deel van de gracht bestaat echter nog wel, de oude landschapstuin uit 1790 werd bij de bouw door tuinarchitect J.T. B. Juchem deels behouden. De boerderij die ook bij het complex hoorde was ten tijde van aanwijzing reeds gesloopt. 

## Hoofdgebouw

### Exterieur

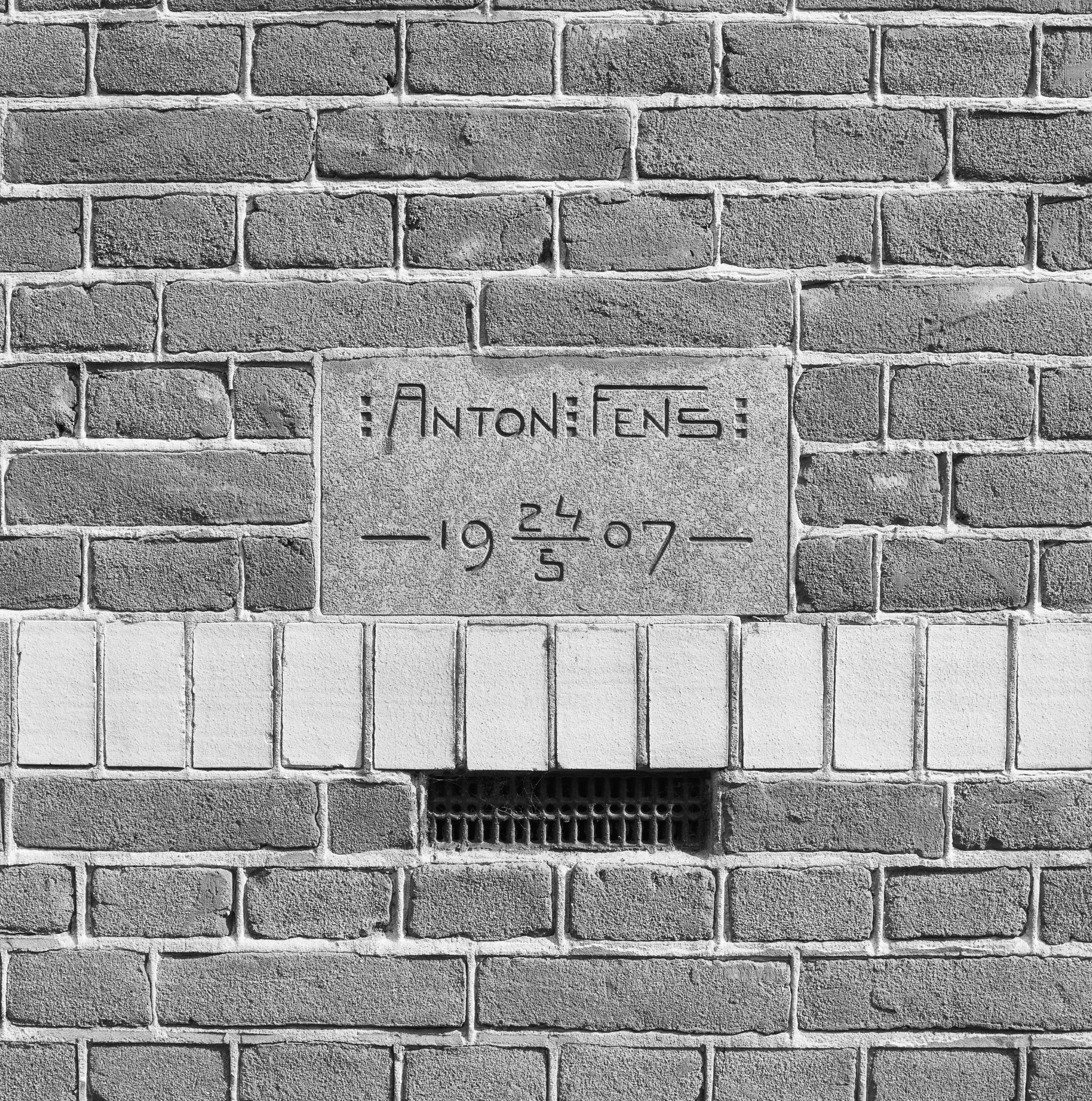
De gevelsteen met datum dat het huis gebouwd werd.

Het hoofdgebouw, het buiten- of zomerhuis, is volledig uitgevoerd in baksteen. De plint van het gebouw is echter gepleisterd. Rondom zijn de gevels voorzien van gedeeltelijk onderbroken en gedeeltelijk ononderbroken speklagen. De topgevels en de linker zijgevel zijn (gedeeltelijk) betimmerd. De topgevel aan de rechterzijde van de voorgevel is risalerend uitgevoerd en heeft een makelaar en windveren. Het dank loopt over deze zijde door aan de achterzijde, waar het eveneens een topgevel vormt. In de topgevel in de voorzijde is ook de naam van het complex opgenomen. Op de eerste verdieping is een rondboograam geplaatst, dit is het enige in het hele huis. De overige ramen zijn rechthoekig uitgevoerd met bovenlichten met roedenverdeling en kathedraalglas. Boven deze vensters zijn segmentbogen geplaatst. De gevels met kroonlijst zijn voorzien van siermetselwerk. Links van deze topgevel is de ingang geplaatst, boven de hoofdingang bevindt zich een torentje met een tentdak. Naast deze deur is een gevelsteen met daarin gegraveerd het bouwjaar 1907. Het dak is een samengesteld dak en bestaat uit een schild en een zadeldak. Het volledige dak is gedekt met kruispannen en kent rondom een overstek dat ondersteund wordt door consoles. Aan de achterzijde van het gebouw loopt het dak juist ver door naar beneden. 
De rechterzijgevel, welke vanaf de straat niet zichtbaar is, heeft een houten veranda met tegeltableaus in art-nouveaustijl. De tableaus tonen afbeeldingen van vogels. 
De tuin werd aangelegd naar ontwerp van J.T.B. Juchem. Bij de aanleg werd de structuur van het oude landgoed gedeeltelijk behouden.

### Interieur
Het hier beschreven interieur wordt beschreven zoals het bekend is aan de hand van de redengevende omschrijving en andere bronnen. Het kan dus zijn dat de beschreven onderdelen na 2021 niet meer aanwezig zijn.
De kelder van het woonhuis is overwelfd met troggewelven. De vloer is betegeld en in de kelder zijn voorraadschappen ingebouwd. Ook in de keuken zijn inbouwkasten geplaatst.
Het klaverbladornament uit het exterieur komt ook terug in het interieur. Het motief is door het hele huis toegepast bij alle deuren en in de woonkamer in de hoeken in het parket. De woonkamer heeft ook een zwart marmeren schouw met zweepslagmotieven. De deuren zijn allemaal voorzien van paneeldeuren met een geprofileerde omlijsting. De bovenlichten van de deuren zijn voorzien van glas in lood. Alle ruimtes op de begane grond hebben plafonds met stucwerk.

## Koetshuis
Het koetshuis is met het hoofdgebouw verbonden via een muur. Bij het koetshuis hoort ook een stal en een tuinhek.

### Exterieur
Het koetshuis heeft een zadeldak met op de geveluiteinden een makelaar met windveren en een dakoverstek op klossen. Net als bij de makelaar op het hoofdgebouw heeft ook die van het koetshuis een klaverdriemotief. In tegenstelling tot de topgevel aan het hoofdpand, zijn die van het koetshuis niet voorzien van hout, maar zijn zij gepleisterd.
De gevel aan de zijde van het hoofdgebouw heeft een rondboogvenster met daaronder een metalen latei boven een brede poort.

### Interieur
Het interieur is eenvoudig, met klinkers als vloer. De stal en de ruimte voor de koetsen zijn van elkaar gescheiden. In de stalruimte zijn het houten hekwerk en de metalen ruif nog aanwezig. De muren van de stal zijn betegeld met witte, geglazuurde tegels.
Op de verdieping bevond zich van origine de woning van de koetsier.

## Tuinmanswoning

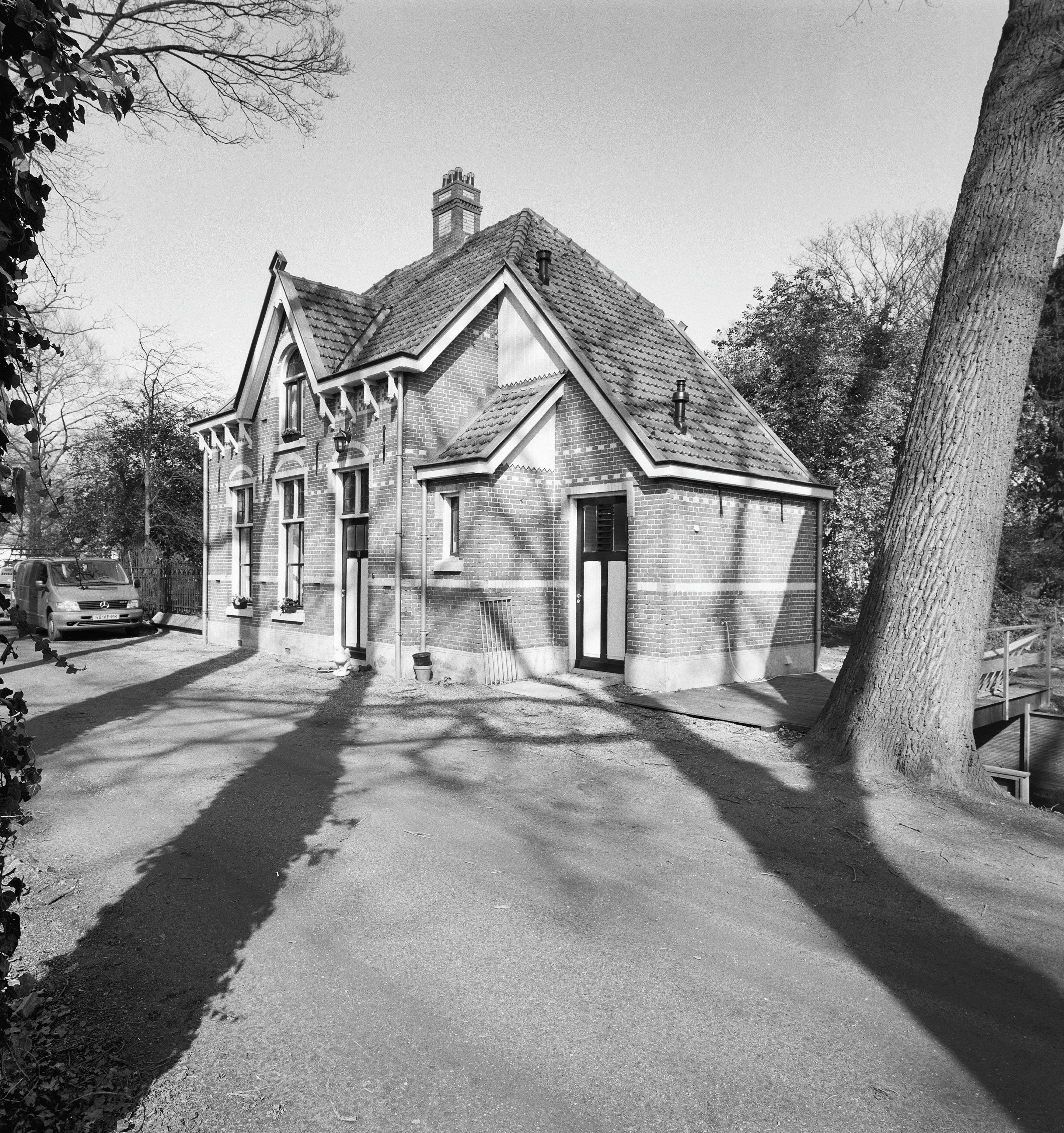
Woning van de tuinman

De tuinmanswoning staat op een rechthoekige plattegrond en telt één bouwlaag met een wolfsdak.

### Exterieur
Het dak van de tuinmanswoning is gedekt met rode kruispannen. Aan de voorzijde is een dakkapel, gevormd als puntgevel, met windveer met klaverdriemotief. Net als de twee andere bouwwerken is ook dit gebouw opgetrokken uit bakstenen, onderbroken met speklagen van witte strengperssteen.
De voorgevel is drie traveeën breed met rechts de voordeur. De ramen tellen elk vier ruiten. De bovenlichten zijn door middel van roeden verdeeld en van kathedraalglas voorzien.

### Interieur
Het interieur is nog grotendeels in originele staat. Het interieur is, net als dat van het hoofdgebouw, voorzien van paneeldeuren.